# Mhlambanyatsi Rovers FC
El Mhlambanyatsi Rovers és un club de futbol swazi de la ciutat de Mhlambanyatsi.

## Palmarès
- Lliga swazi de futbol:[1]

2004
- Copa swazi de futbol:[2]

1995